# Heeresfliegerkommando 2
Das Heeresfliegerkommando 2 war eines der Heeresfliegerkommandos des Heeres der Bundeswehr. Der Stabssitz war zuletzt Laupheim. Das Kommando war Teil der Korpstruppen des II. Korps.

## Aufträge
Das Heeresfliegerkommando bündelte auf Ebene des Korps die Hubschrauber der Heeresfliegertruppe. Die sonstigen dem Korps unterstellten Truppenteile wiesen um 1989 keine größeren  Verbände der Heeresfliegertruppe auf. Lediglich die Divisionstruppen jeder unterstellten Division verfügten in der Heeresstruktur IV über eine Staffel mit Verbindungshubschraubern Alouette II. Um 1989 verfügte der Kommandeur des Heeresfliegerkommandos über Verbindungshubschrauber Bo-105M und Alouette II, die Transporthubschrauber LTH UH-1D und MTH CH-53G sowie Panzerabwehrhubschrauber Bo-105P. Das Kommando unterstützte die Divisionen und Brigaden des Korps bei der Logistik und im Gefecht der verbundenen Waffen auf dem Gefechtsfeld. Dort wurden sie vor allem zur Aufklärung und Panzerabwehr eingesetzt. Der Befehlshaber des Korps konnte die Transporthubschrauber auch einsetzen, um die im Verteidigungsfall als Reserve unterstellten Fallschirmjäger einer der Luftlandebrigaden schnell an Schwerpunkte zu verlegen. Insgesamt entsprach die Größe des Heeresfliegerkommandos mit etwa 5600 Angehörigen in etwa der Stärke einer der Brigaden des Feldheeres.

## Gliederung
Um 1989 gliederte sich das Heeresfliegerkommando grob in:
- Stab/Stabsstaffel Heeresfliegerkommando 2, Laupheim (Flugplatz Laupheim)
  -  Heeresflugplatzkommandantur 201, Laupheim
  -  Heeresflugplatzkommandantur 202, Roth (Heeresflugplatz Roth)
  -  Heeresflugplatzkommandantur 203, Neuhausen ob Eck (Flugplatz Neuhausen ob Eck)
  -  Heeresflugplatzkommandantur 205, Feldkirchen (Fliegerhorst Straubing-Mitterharthausen)
  -  Heeresfliegerstaffel 200 (GerEinh), Laupheim
  -  Heeresfliegerausbildungsstaffel 8/II, Roth
  -  Heeresfliegerregiment 20, Neuhausen ob Eck
  -  Heeresfliegerregiment 25, Laupheim
  -  Heeresfliegerregiment 26, Roth

## Geschichte
Das Heeresfliegerkommando 1 wurde 1971 zur Einnahme der Heeresstruktur III in Laupheim aufgestellt. Zur Aufstellung des Stabes wurde der Korpsheeresfliegerkommandeur 2 herangezogen, der 1959 in Ulm ausgeplant wurde und ab 1964 von der Boelcke-Kaserne auf den Flugplatz Laupheim verlegte.
Das Heeresfliegerkommando 2 wurde nach Ende des Kalten Krieges Mitte 1994 etwa zeitgleich mit der Umgliederung des II. Korps zum II. Deutsch-Amerikanischen Korps außer Dienst gestellt. Teile wechselten später zur Luftmechanisierten Brigade 1.
Letzter Kommandeur war von 1993 bis 1994 Bernhard Granz.

## Verbandsabzeichen

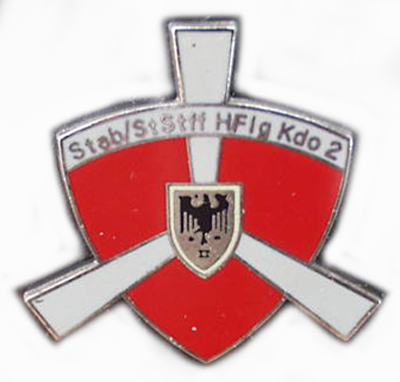
Internes Verbandsabzeichen des Stabes/Stabsstaffel

Das Heeresfliegerkommando führte aufgrund seiner Ausplanung als Teil der unselbständigen Korpstruppen kein eigenes Verbandsabzeichen. Die Soldaten trugen daher das Verbandsabzeichen des übergeordneten Korps.
Als „Abzeichen“ wurde daher unpräzise manchmal das interne Verbandsabzeichen des Stabes und der Stabsstaffel „pars pro toto“ für das gesamte Heeresfliegerkommando genutzt. Es zeigte als Symbol für die Heeresfliegertruppe die stilisierte Darstellung eines Drehflügels und  den Bundesadler wie im Verbandsabzeichen des II. Korps.